# Trotina
Trotina (německy Trotin) je obec v okrese Trutnov v Královéhradeckém kraji. Žije zde 90 obyvatel.

## Název
Název vesnice je odvozen ze jména potoka, který jí protéká a je doložen už roku 1110. V historických pramenech se jméno vsi objevuje ve tvarech: Trotina (1238–1241, 1267), „Trotinu ves celú pustú“ (1542), Grosz Trotin nebo Hruba Trotina (1790), Grosz Trotin a též Trotin nebo česky Hruba Trotina (1845).

## Historie
První písemná zmínka o vesnici pochází z roku 1238.

## Obyvatelstvo
| Rok            | 1869 | 1880 | 1890 | 1900 | 1910 | 1921 | 1930 | 1950 | 1961 | 1970 | 1980 | 1991 | 2001 | 2011 | 2021 |
| -------------- | ---- | ---- | ---- | ---- | ---- | ---- | ---- | ---- | ---- | ---- | ---- | ---- | ---- | ---- | ---- |
| Počet obyvatel | 305  | 276  | 296  | 278  | 273  | 238  | 202  | 138  | 139  | 95   | 90   | 85   | 61   | 78   | 91   |
| Počet domů     | 47   | 49   | 50   | 48   | 48   | 48   | 48   | 49   | 49   | 35   | 32   | 38   | 46   | 46   | 54   |

## Obecní symboly
Znak a vlajka byly obci uděleny rozhodnutím předsedy Poslanecké sněmovny Parlamentu České republiky dne 24. listopadu 2014.

## Pamětihodnosti
- Socha svatého Jana Nepomuckého (1858) u silnice do Miletína[8]
- Boží muka z konce 19. století u silnice do Trotinky[8]